# 마호바의 약속

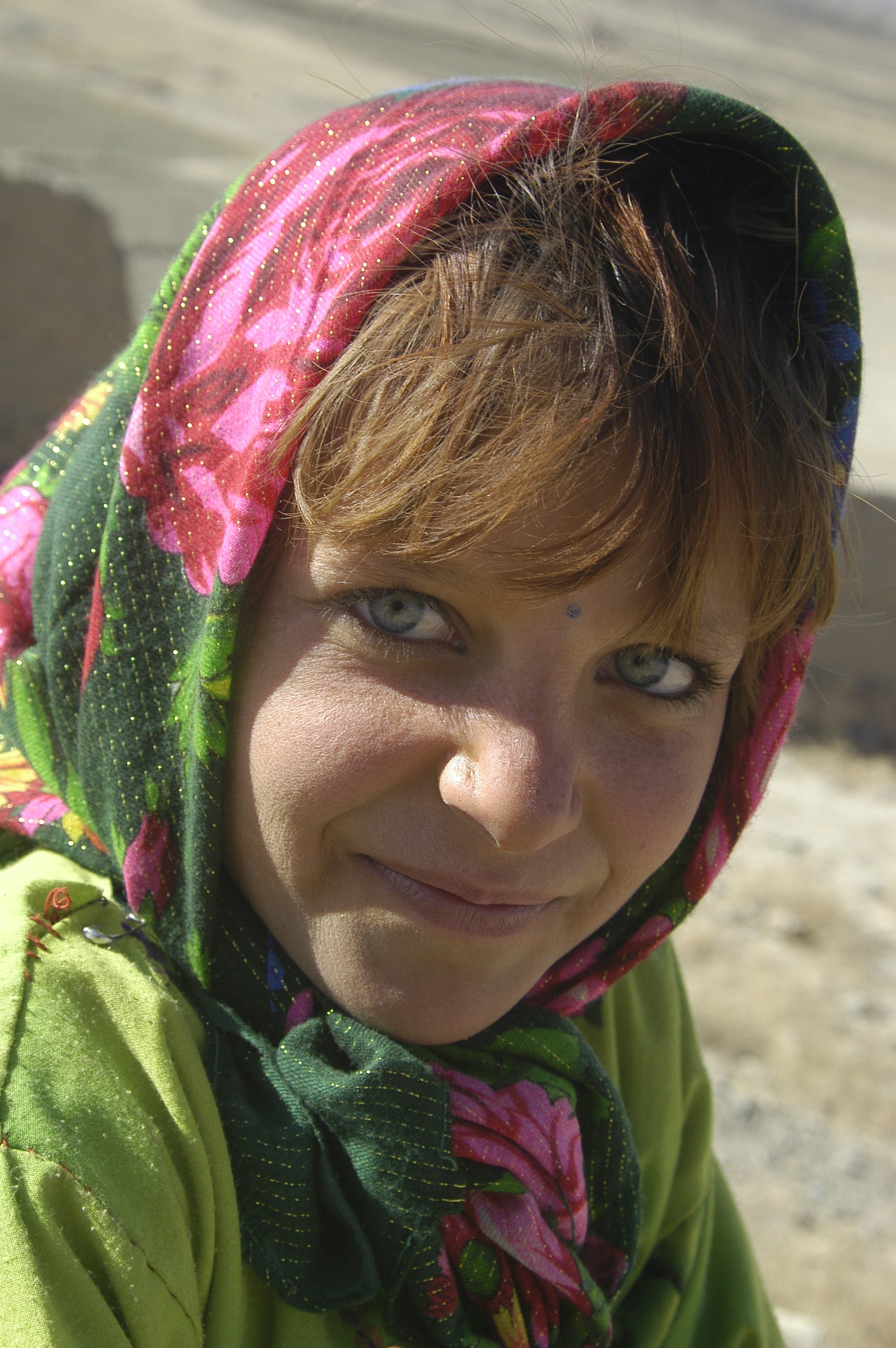
카불 고아원의 한 아프간 소녀

마호바의 약속은 아프가니스탄의 여성과 고아들을 돕기 위해 결성된 오스트레일리아의 비영리 기구이다. 아프가니스탄에서 개인 기부로 운영되는 얼마 안되는 비정부 기구 중 하나로 현재 90개의 프로젝트를 통해 4,000명의 여성과 고아를 돌보고 있다. 마호바의 약속의 현지 상황에 대한 가까운 이해가 아프가니스탄에서의 유엔 아동 기금의 활동을 돕고 있다.

## 배경

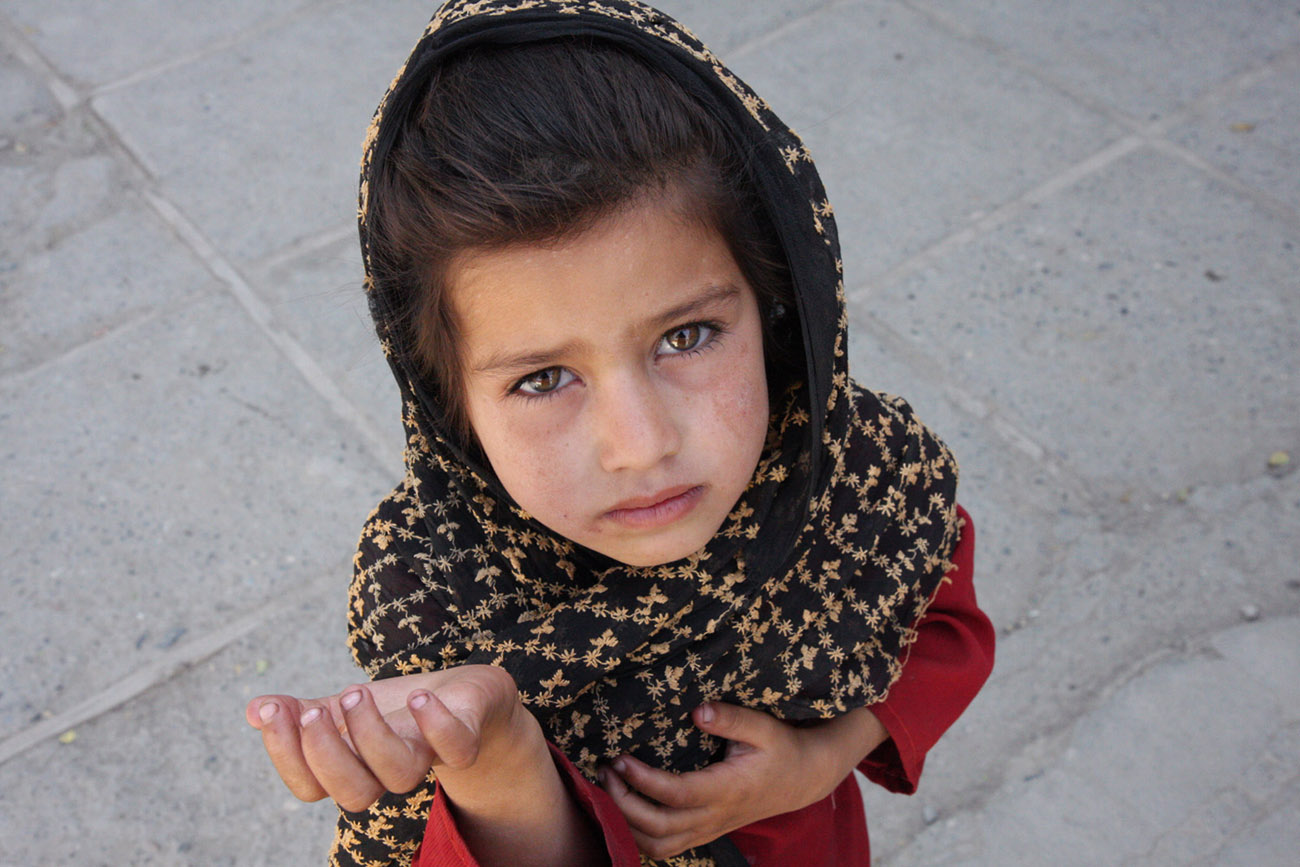
카불의 구걸하는 아프간 소녀.

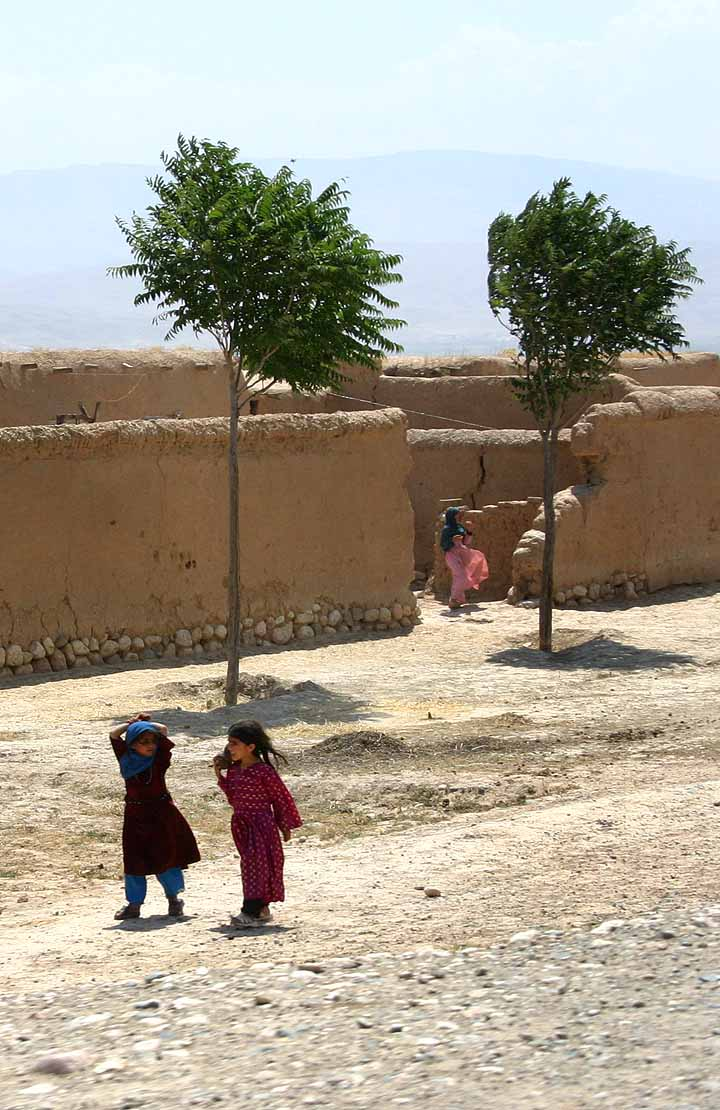
2005년 촬영된 아프가니스탄 어린이.

14살의 나이에 학생 활동가라는 이유로 쫓기고 있었던 마호바 라위는 소련 병사들을 피해 20일 동안 카불의 한 지하 기지에 숨고 있었다. 그녀는 이후 아프가니스탄을 떠나 카이베르 고개를 통과하여 굶주리고 공포에 찬 상태로 파키스탄 난민 수용소에 도착하였다.
마호바는 이후 1998년 시드니 노스 라이드에 있는 그녀의 임대 아파트에서 소규모의 기부금과 함께 아프간 고아를 돕기 위한 프로젝트를 시작한다. 그녀의 아들의 비극적인 사망 이후, 마호바는 다른 아프간 여성을 돕고, 영어와 수영 교실을 개설하며 그녀의 인생을 다시 맞춰간다. 카불의 거리에서 죽어나가는 피난민 고아들의 구출을 간절히 요청하는 젊은 아프간 의사의 편지는 마호바와 그녀의 친구들이 해당일에 $120.00을 모으게 하게 격려한다. 고아들이 기부금을 전달받았다는 것을 증명하기 위해, 젊은 의사는 어린이들의 지문을 보내었다.
마호바의 약속이라는 기구는 마호바가 남은 여생동안 아프가니스탄의 고아들을 계속하여 도울 것이고 오스트레일리아와 세계에 아프가니스탄의 참혹한 상황과 이가 그들에게 끼칠 수 있는 결과를 꾸준히 알릴 것이라는 그녀의 약속이 기반이 되어 설립되었다. 2001년부터 그녀는 시드니의 아프간 교민 사회의 활동적인 구성원이었으며, 이민자들을 위한 영어 교실을 운영하고 있다. 그녀가 한번 피난민이였던 경험을 바탕으로, 마호바는 파키스탄의 캠프로 도망쳐온 친지들과 연락을 유지하고 있다.
마호바의 약속은 오스트레일리아 방송 협회 (ABC) 저널리스트인 버저니아 하우세거가 카불을 방문하면서 오스트레일리아에 잘 알려지는 계기가 되었다. 또한 영화의 소재가 되기도 하였다.